# Bureau mécanique de Giovanni Socci
Le bureau mécanique de Giovanni Socci et ses fils est un bureau mécanique réalisé par l'ébéniste florentin Giovanni Socci et ses fils pour Élisa Napoléone Baciocchi, princesse de Piombino et nièce de Napoléon Ier.

## Description
La conception du bureau est très originale et a fait entrer Giovanni Socci dans l’histoire du mobilier italien.
De forme elliptique, à six pieds reposant sur une plinthe, il est plaqué d’Acajou posé en veine de fil verticalement, les pieds moulurés et garnis de bronzes dorés. Le plateau se compose de deux tables de porphyre rouge d’Égypte, fourni par l’Imperiale e Regia Galleria di Firenze. Le mécanisme de contrepoids et d’engrenage permet, en tirant la chaise, d’ouvrir d’un seul geste le plateau, libérant un petit gradin formant secrétaire ainsi qu’un lutrin écritoire garni de maroquin. 
Ce meuble semble avoir été conservé au palais Pitti où il demeure jusqu’à la fin du règne de Napoléon. On en retrouve ensuite la trace en 1814 au palais Baciocchi à Bologne. Ce meuble est légué à l’État français par testament à la suite du décès d’Elisa Baciocchi en 1869. Il est envoyé au garde-meuble de la Malmaison (inventaire MM.40.47.8445) avant de rentrer au château de Fontainebleau (musée Napoléon-Ier) par dépôt du Mobilier national (Inventaire GME1461), puis au Louvre. Nous connaissons quatre versions de ce bureau. La première datée de 1807, est encore conservée au palais Pitti et ne comporte pas de plateau en porphyre, elle est ornée de têtes et de griffes de lion en bronze doré. Une troisième réplique est conservée à la villa Necchi Campiglio à Milan, en Acajou flammé et bois noirci, semblant être une version tardive, vers 1840 ou 1850. 